# Vieux-Viel
Vieux-Viel (tiếng Breton: Henwiel) là một xã của tỉnh Ille-et-Vilaine, thuộc vùng Bretagne, miền tây bắc nước Pháp.

## Dân số
Người dân ở Vieux-Viel được gọi là Vieux-Viellois.
| 1962                                            | 1968 | 1975 | 1982 | 1990 | 1999 |
| ----------------------------------------------- | ---- | ---- | ---- | ---- | ---- |
| 382                                             | 429  | 396  | 346  | 323  | 275  |
| Starting in 1962: Population without duplicates |      |      |      |      |      |